# Storbritanniens Grand Prix 1984
Storbritanniens Grand Prix 1984 var det tionde av 16 lopp ingående i formel 1-VM 1984.

## Resultat
1. Niki Lauda, McLaren-TAG, 9 poäng
2. Derek Warwick, Renault, 6
3. Ayrton Senna, Toleman-Hart, 4
4. Elio de Angelis, Lotus-Renault, 3
5. Michele Alboreto, Ferrari, 2
6. René Arnoux, Ferrari, 1
7. Nelson Piquet, Brabham-BMW
8. Patrick Tambay, Renault (varv 69, turbo)
9. Piercarlo Ghinzani, Osella-Alfa Romeo
10. Andrea de Cesaris, Ligier-Renault
11. Marc Surer, Arrows-BMW
12. Riccardo Patrese, Alfa Romeo

### Förare som bröt loppet
- Huub Rothengatter, Spirit-Hart (varv 62, för få varv)
- Francois Hesnault, Ligier-Renault (43, elsystem)
- Alain Prost, McLaren-TAG (37, växellåda)
- Nigel Mansell, Lotus-Renault (24, växellåda)
- Thierry Boutsen, Arrows-BMW (24, elsystem)
- Jacques Laffite, Williams-Honda (14, vattenpump)
- Jonathan Palmer, RAM-Hart (10, olycka)
- Teo Fabi, Brabham-BMW (9, elsystem)
- Manfred Winkelhock, ATS-BMW (8, snurrade av)
- Keke Rosberg, Williams-Honda (5, motor)
- Eddie Cheever, Alfa Romeo (0, olycka)
- Philippe Alliot, RAM-Hart (0, olycka)
- Jo Gartner, Osella-Alfa Romeo (0, olycka)

### Förare som diskvalificerades
- Stefan Bellof, Tyrrell-Ford (varv 68)
- Stefan "Lill-Lövis" Johansson, Tyrrell-Ford (1)

### Förare som ej kvalificerade sig
- Johnny Cecotto, Toleman-Hart